# Kaiserpokal 2025
Der Kaiserpokal 2025 (jap. 天皇杯 JFA 第105回全日本サッカー選手権大会, Tennouhai JFA dai 105-kai zen nihon sakka senshuken taikai) ist die 105. Austragung des Kaiserpokals, des höchsten japanischen Fußballpokalwettbewerbs. Er beginnt mit der 1. Runde am 24. Mai 2025 und endet mit dem Finale am 22. November 2025. Titelverteidiger ist Vissel Kōbe, die zugleich zum Start des Turniers amtierender Meister sind.
Da die Urawa Red Diamonds sich für den Weltpokal 2025 qualifiziert hatten und dieser Wettbewerb sich mit der Austragung der zweiten Runde, der Runde in der die Erst- und Zweitligisten einsteigen, und der dritten Runde des diesjährigen Kaiserpokals überschneidet, wurde entschieden, dass der Verein ein Freilos für das erst nach dem Weltpokal stattfindende Achtelfinale erhält. Die 15 anderen Vereine des Achtelfinales werden in 30 Duellen in der dritten Runde entschieden.

## Terminplan
| Runde         | Datum                     | Ausweichtermin     | Anzahl der Teilnehmer | Bemerkungen                                                                       |
| ------------- | ------------------------- | ------------------ | --------------------- | --------------------------------------------------------------------------------- |
| 1. Runde      | 24. Mai 2025 25. Mai 2025 | 28. Mai 2025       | 54 (47+6+1) → 27      | * 47 Sieger der Präfekturpokale * 6 Mannschaften der J2 League * Amateur-Wildcard |
| 2. Runde      | 11. Juni 2025             | 18. Juni 2025      | 60 (27+19+14) → 30    | Einstieg der Mannschaften aus der ersten- und der zweiten Liga                    |
| 3. Runde      | 16. Juli 2025             | 23. Juli 2025      | 30 → 15               |                                                                                   |
| Achtelfinale  | 6. August 2025            | 13. August 2025    | 16 (15+1) → 8         | Urawa Red Diamonds                                                                |
| Viertelfinale | 27. August 2025           | 10. September 2025 | 8 → 4                 |                                                                                   |
| Halbfinale    | 16. November 2025         |                    | 4 → 2                 |                                                                                   |
| Finale        | 22. November 2025         |                    | 2 → 1                 |                                                                                   |

## Teilnehmer
| J1 League | J2 League | Amateur-Wildcard/Präfektur-Vertreter | Amateur-Wildcard/Präfektur-Vertreter |
| - Albirex Niigata - Avispa Fukuoka - Cerezo Osaka - Fagiano Okayama - Gamba Osaka - Kashima Antlers - Kashiwa Reysol - Kawasaki Frontale - Kyōto Sanga - FC Machida Zelvia - Nagoya Grampus - Sanfrecce Hiroshima - Shimizu S-Pulse - Shonan Bellmare - FC Tokio - Urawa Red Diamonds - Vissel Kōbe - Yokohama FC - Yokohama F. Marinos - Tokyo Verdy | - Blaublitz Akita - Ehime FC - Fujieda MYFC - Hokkaido Consadole Sapporo - FC Imabari - Iwaki FC - JEF United Ichihara Chiba - Júbilo Iwata - Kataller Toyama - Mito Hollyhock - Montedio Yamagata - Ōita Trinita - RB Ōmiya Ardija - Renofa Yamaguchi FC - Roasso Kumamoto - Sagan Tosu - Tokushima Vortis - V-Varen Nagasaki - Vegalta Sendai - Ventforet Kofu | - Amateur-Wildcard 1: Tōyō-Universität - Hokkaidō: BTOP Hokkaido - Aomori: ReinMeer Aomori FC - Iwate: Iwate Grulla Morioka - Miyagi: Sendai University - Akita: North Asia University - Yamagata: Oyama SC - Fukushima: Fukushima United FC - Ibaraki: Universität Tsukuba - Tochigi: Tochigi SC - Gunma: Thespakusatsu Gunma - Saitama: Tokyo International University - Chiba: Juntendō-Universität - Tokio: Hōsei-Universität - Kanagawa: SC Sagamihara - Yamanashi: Yamanashi Gakuin University - Nagano: Matsumoto Yamaga FC - Niigata: Niigata University of Health and Welfare - Toyama: Toyama Shinjo Club - Ishikawa: Zweigen Kanazawa - Fukui: Fukui United FC - Shizuoka: Honda FC - Aichi: Chūkyō-Universität - Mie: Veertien Mie | - Gifu: FC Gifu - Shiga: Moriyama Samurai 2000 - Kyōto: Sangyō-Universität Kyōto - Osaka: FC Osaka - Hyōgo: Basara Hyogo - Nara: Nara Club - Wakayama: Arterivo Wakayama - Tottori: Gainare Tottori - Shimane: Belugarosso Iwami - Okayama: International Pacific University - Hiroshima: Fukuyama City FC - Yamaguchi: FC Baleine Shimonoseki - Kagawa: Kamatamare Sanuki - Tokushima: FC Tokushima - Ehime: Lvnirosso NC - Kōchi: Kōchi United SC - Fukuoka: Giravanz Kitakyūshū - Saga: Brew Saga - Nagasaki: Mitsubishi Nagasaki SC - Kumamoto: Hirondelle Kumamoto - Ōita: Verspah Ōita - Miyazaki: Veroskronos Tsuno - Kagoshima: Kagoshima United FC - Okinawa: Okinawa SV |